# Кузнецов, Сергей Николаевич (дипломат)
Серге́й Никола́евич Кузнецо́в (21 февраля 1953 — 16 января 2021, Москва) — российский дипломат. Чрезвычайный и полномочный посол (8 июня 2020).

## Биография
В 1976 году окончил МГИМО.
В 1976—1977 годах — референт Советского комитета солидарности стран Азии и Африки (СКССАА).
В 1977—1985 годах — сотрудник представительства СКССАА в Египте.
На дипломатической работе с 1985 года. Работал на различных должностях в центральном аппарате Министерства иностранных дел и за рубежом.
- В 1985—1987 годах — сотрудник Посольства СССР в Ливии.
- В 1987—1991 годах — сотрудник Посольства СССР в Сирии.
- В 1993 году окончил Дипломатическую академию МИД России.
- В 1993—1997 годах — сотрудник Посольства России в Омане.
- В 2000—2003 годах — сотрудник Посольства России в Кувейте.
- В 2003—2004 годах — советник-посланник Посольства России в Объединённых Арабских Эмиратах.
- В 2004—2007 годах — начальник отдела Департамента Ближнего Востока и Северной Африки МИД России.
- С 2007 по ноябрь 2015 года — генеральный консул России в Джидде (Саудовская Аравия).

27 ноября 2015 года назначен чрезвычайным и полномочным послом Российской Федерации в Республике Джибути и Федеративной Республике Сомали по совместительству.
4 апреля 2019 года указом президента Российской Федерации назначен чрезвычайным и полномочным послом Российской Федерации в Объединённых Арабских Эмиратах.
Скончался в январе 2021 года.

### Личная жизнь
Был женат, воспитал сына и дочь.
Владел английским, арабским и французским языками.

## Дипломатический ранг
- Чрезвычайный и полномочный посланник 2 класса (3 марта 2010)[5].
- Чрезвычайный и полномочный посланник 1 класса (10 февраля 2017)[6].
- Чрезвычайный и полномочный посол (8 июня 2020)[2].

## Награды
- Орден Мужества (18 мая 2021) — За мужество, самоотверженность и высокий профессионализм, проявленные при исполнении служебного долга[7].
- Медаль ордена «За заслуги перед Отечеством» II степени.